# صحابه

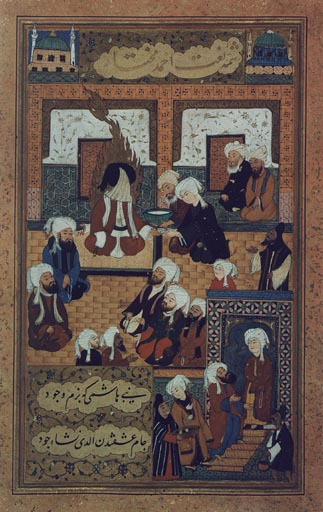
محمد و صحابه بر روی نگارگری عثمانی

صحابه یا اصحاب (به معنای «یاران») کسانی هستند که شخصاً پیامبر اسلام، محمد را دیده‌اند و سخنش را شنیده و در زمان حیات او اسلام آورده‌اند. مفرد آن را صحابی می‌گویند. یاران زن محمّد را صحابیات می‌گویند.

## تعریف  صحابه

### تعریف صحابه در لغت
اصحاب جمع صاحب است و صاحب اسم فاعل از ریشه صَحَبَ یَصحَبُهُ به معنی رفاقت است خواه زیاد و طولانی‌ باشد یا کم و کوتاه.

### تعریف صحابه در اصطلاح
صحابه در اصطلاح به کسی گفته می‌شود که محمد پیامبر اسلام را ملاقات نموده باشد در حالی که به او ایمان داشته و مسلمان از دنیا برود.

## دسته‌های یاران پیامبر
یاران پیامبر به سه دسته تقسیم می‌شود. مهاجرین مسلمانانی هستند، که در مکه اسلام آوردند و به مدینه مهاجرت کردند. انصار مسلمانانی هستند، که در مدینه زندگی می‌کردند و به پیامبر و مهاجران پناه دادند. این مسلمانان عمدتاً از دو قبیله اوس و خزرج می‌باشند. گروه سوم مسلمانانی هستند که بعد از فتح مکه اسلام آوردند. البته بعضی از مسلمانان که در مدینه با پیامبر دیدار کرده و در آن جا اسلام آوردند، در هیچ‌یک از این سه دسته جای نمی‌گیرند. از میان ایشان می‌توان سلمان فارسی را نام برد.

## دیدگاه تشیع
شیعیان صرف صحابی بودن را منشأ فضیلت خاصی نمی‌دانند. آن‌ها فضیلت افراد را بسته به درستی نیت، اعتقاد و عملکردشان در زمان محمد و بعد از وی می‌دانند؛ بنابراین معتقدند بسیاری از اصحاب بعد از مرگ او طبق دستورهای اسلام عمل نکردند. شیعیان معتقدند که پس از محمد علی بن ابی طالب باید به حکومت می‌رسید زیرا محمد در غدیر خم علی را جانشین و خلیفه خدا دانست. آن‌ها اعتقاد دارند همه‌ی کسانی که در روز غدیر خم شاهد اعلام خلافت بودند بعد از فوت محمد این واقعه را انکار کردند و خلافت را به ابوبکر سپردند. علمای شیعه کتاب‌های بسیاری دربارهٔ اصحاب نوشته‌اند و صحابی بودن نه مدح است و نه ذم، و اصحاب مانند سایر مردم مورد قضاوت قرار می‌گیرند و این‌گونه نیست که عدالت همگی آن‌ها را به صورت پیش‌فرض قبول کنیم.
برخی صحابه مورد قبول و تکریم شیعه:
- علی بن ابی طالب
- فاطمه زهرا
- حسن بن علی
- حسین بن علی
- زینب بنت علی
- ام کلثوم بنت علی
- خدیجه بنت خویلد
- ام سلمه
- جعفر بن ابی طالب
- حمزه بن عبدالمطلب
- مقداد بن اسود
- سلمان فارسی
- ابوذر غفاری
- عمار بن یاسر
- حذیفه بن یمان
- خزیمه بن ثابت
- سهل بن حنیف
- عثمان بن حنیف
- مالک بن تیهان
- جابر بن عبدالله انصاری
- ابوایوب انصاری
- صعصعه بن صوحان

## دیدگاه اهل سنت
صحابه در اهل سنت از جایگاه مهمی برخوردار است. پیروان اهل سنت صحابه پیامبر را با خصوصیات «بهترین امت»، «اصحاب عادل» و همیشه از آن‌ها به نیکی یاد می‌کنند و طبق روایات از محمد رسول‌الله دشنام و آزار اصحاب، آزار او است.